# 1843 na ciência

## Nascimentos
| Data        | Nome                    | Profissão                            | Nacionalidade    | Observações                                                 | Ref         |
| ----------- | ----------------------- | ------------------------------------ | ---------------- | ----------------------------------------------------------- | ----------- |
| 6 de maio   | Grove Karl Gilbert      | académico em literatura e um geólogo | Estados Unidos   | m. 1918 Medalha Wollaston 1900 Medalha Charles P. Daly 1910 | [ 1 ] [ 2 ] |
| 23 de junho | Paul Heinrich von Groth | mineralogista                        | Reino da Prússia | m. 1927 Medalha Wollaston 1908                              | [ 1 ]       |

## Mortes
| Data | Nome | Profissão | Nacionalidade | Observações | Ref |
| ---- | ---- | --------- | ------------- | ----------- | --- |

## Prémios
Medalha Copley
- Jean-Baptiste Dumas[3]